# Енді Лонерган
Енді Лонерган (англ. Andy Lonergan, нар. 19 жовтня 1983, Престон) — англійський футболіст, воротар клубу «Евертон».

## Клубна кар'єра

### «Престон Норт-Енд»
Вихованець клубу «Престон Норт-Енд». Перед сезоном 2000/01 Лонерган отримав свій перший контракт з клубом і був переведений до головної команди. Дебютував за рідну команду на дорослому рівні під керівництвом Девіда Моєса у віці 16 років в матчі Кубка Ліги проти «Ковентрі Сіті». Однак дебют виявився невдалим і молодий голкіпер пропустив чотири голи, а його команда програла 1:4. Згодом до кінця сезону Лонерган зіграв ще в одному матчі чемпіонату.
21 грудня 2002 року Лонерган був відданий в оренду в «Дарлінгтон», зігравши лише два матчі до кінця року, після чого отримав травму і повернувся до рідного клубу. Після відновлення Енді було віддано в оренду в «Блекпул», але тут молодий голкіпер взагалі не зіграв жодної гри.
З сезону 2003/04 Лонерган став другим воротарем у «Престон Норт-Енді» після досвідченого Джонатана Гоулда. Коли шотландець отримав серйозну травму, Лонерган зумів скористатись моментом і поступово став основним воротарем рідної команди, хоча і ще двічі здавався в короткострокові оренди у клуби «Блекпул» та «Вікомб Вондерерз». 2 жовтня 2004 року, на 39-й хвилині у матчі чемпіонату проти «Лестер Сіті» Лонерган забив гол зі свого штрафного майданчика, тим самим зрівнявши рахунок. Гра закінчилася з рахунком 1:1.
Загалом Лонерган провів у рідній команді 11 років своєї кар'єри, в якому удостоївся звання кращого гравця сезону 2009/10. Всього за «білосніжних» провів понад 200 матчів у чемпіонаті. За підсумками сезону 2010/11 «Престон Норт-Енд» покинув «Чемпіоншип» і Енді почав шукати варіанти для продовження своєї кар'єри.

### Від «Лідса» і до «Лідса»
4 липня 2011 року Енді перейшов в «Лідс Юнайтед». Йому належало замінити проданого в «Лестер Сіті» голкіпера Каспера Шмейхеля. Перейшовши в команду, Лонерган відразу став беззаперечним «номером 1» в рамці воріт. Втім після закінчення сезону 2011/12 «Лідс» підписав воротаря КПР Падді Кенні, який і став новим основним воротарем у команді, через що Лонерган знову змушений був шукати новий клуб. 17 липня 2012 року Енді перейшов у «Болтон Вондерерз», уклавши контракт на 3 роки. Протягом усього часу з поперемінним успіхом боровся за роль основного голкіпера клубу із румуном Адамом Богданом, поки на початку 2015 року не прийшов новачок Бен Амос, який витіснив із основи обох воротарів. В результаті влітку 2015 року Лонерган покинув клуб по завершенні контракту.

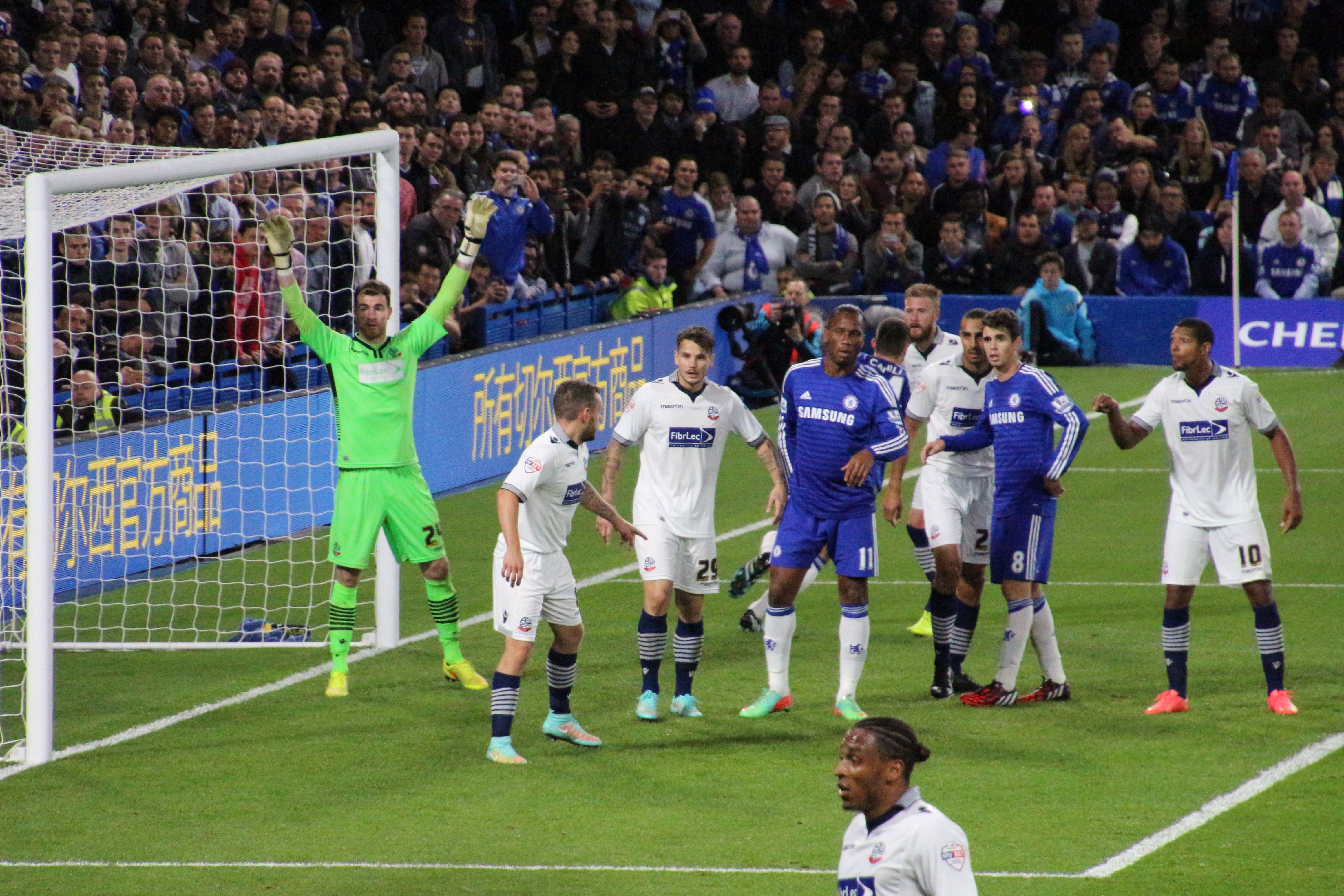
Лонерган (в зеленому) у складі «Болтон Вондерерз» в грі проти «Челсі». 2014 рік.

19 червня 2015 року Лонерган став гравцем «Фулгема», уклавши дворічний контракт з продовженням на один рік. У складі «коттеджерів» швидко витіснив з основи Маркуса Беттінеллі і за сезон 2015–16 зіграв за клуб 31 матч в усіх турнірах. Після цього Енді перейшов у «Вулвергемптон», втім у складі «вовків» програвав конкуренцію Карлу Ікеме, а після приходу до команди влітку 2017 року Джона Радді, Лонерган взагалі не потрапив у заяку команди на сезон 2017/18.

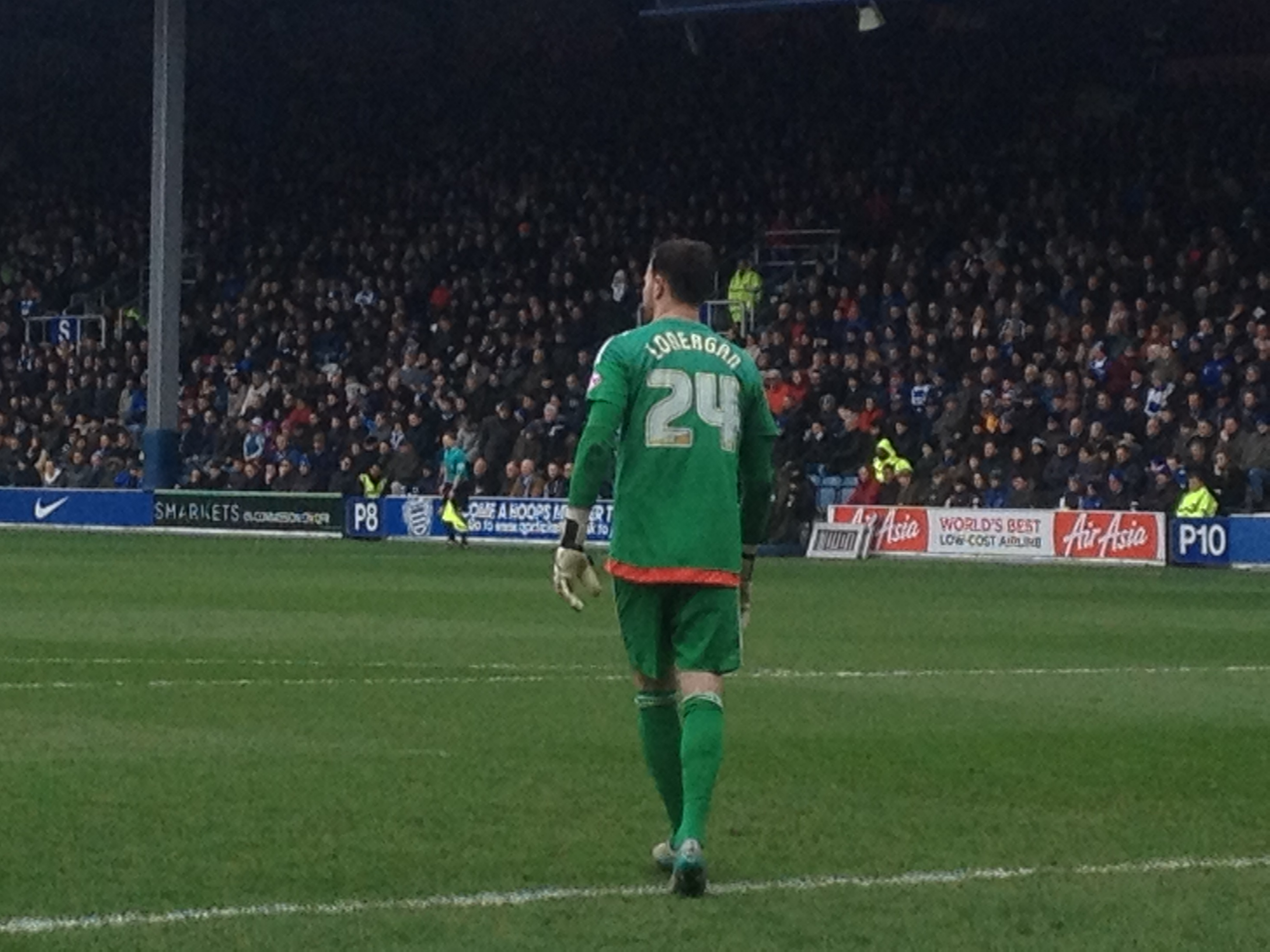
Лонерган у складі «Фулгема» в грі проти КПР. 2016 рік.

27 серпня 2017 року, після того, як «Лідс Юнайтед» відпустив Роберта Гріна, клуб оголосив про підписання з Лонерганом дворічного контракту, який перейшов до клубу безкоштовно. Енді став дублером Фелікса Відвальда, і після ряду помилок німця отримав шанс проявити себе в основі, але теж грав ненадійно, через що головний тренер клубу Пол Гекінгботтом навіть вдавався до то, що випускав у основі молодого третього воротаря Бейлі Пікока-Фаррела. А 5 липня 2018 року, після того, як клуб очолив новий головний тренер Марсело Б'єлса, Лонерган покинув команду за взаємною згодою.

### Завершення кар'єри
2 серпня 2018 року в статусі вільного агента перейшов в «Мідлсбро», підписавши однорічний контракт. 14 серпня дебютував за «річників» в матчі 1-го раунду Кубка Ліги проти «Ноттс Каунті» (3:3), в якому відбив два удари в серії післяматчевих пенальті. У сезоні 2018/19 участі в матчах Чемпіоншипу за «Мідлсбро» не брав. У зимове трансферне вікно клуб відправив гравця в оренду клубу третього дивізіону «Рочдейл» до кінця сезону. По закінченні сезону 2018/19 Лонерган покинув «Мідлсбро» і став вільним агентом.
У зв'язку з травмами основного голкіпера Аліссона Беккера і резервного голкіпера Кевіна Келлехера, «Ліверпулем» було прийнято рішення запропонувати Лонергану короткостроковий контракт. У серпні 2019 року англієць приєднався до діючого чемпіона Європи. Енді заявлений як запасний голкіпер на матч Суперкубка УЄФА під 22 номером. Публічно підписання контракту з гравцем «Ліверпуль» не анонсував. Вперше був включений до складу «Ліверпуля» в статусі запасного воротаря на матч 2-го туру Прем'єр-ліги проти «Саутгемптона» (1:2) 16 серпня 2019 року.

## Виступи за збірні
Окрім збірної Англії, Лонерган мав право грати і за Ірландію через своїх бабусь і дідусів. Зігравши лише одну гру у складі юнацької збірної Ірландії (U-16), Лонерган вирішив зіграти за країну свого народження, Англію.
У складі збірної Англії до 20 років був учасником Молодіжного чемпіонату світу 2003 року в ОАЕ, на якому був основним воротарем і зіграв в усіх трьох матчах, але його команда зайняла останнє місце в групі.
Через зміну правил ФІФА, Лонерган отримав право виступати за національну збірну Ірландії і у травні 2010 року заявив, що прийняв би виклик до збірної, втім так за неї жодного матчу і не провів.

## Статистика виступів

### Статистика клубних виступів
| Сезон                        | Команда                      | Чемпіонат                    | Чемпіонат | Чемпіонат | Національний кубок | Національний кубок | Національний кубок | Континентальні кубки | Континентальні кубки | Континентальні кубки | Інші змагання | Інші змагання | Інші змагання | Усього | Усього  |
| Сезон                        | Команда                      | Ліга                         | Ігор      | Голів     | Ліга               | Ігор               | Голів              | Ліга                 | Ігор                 | Голів                | Ліга          | Ігор          | Голів         | Ігор   | Голів   |
| ---------------------------- | ---------------------------- | ---------------------------- | --------- | --------- | ------------------ | ------------------ | ------------------ | -------------------- | -------------------- | -------------------- | ------------- | ------------- | ------------- | ------ | ------- |
| 2001–02                      | «Престон Норт-Енд»           | 1Д (ІІ)                      | 1         | -?        | КА+КЛ              | -                  | -                  | -                    | -                    | -                    | -             | -             | -             | 0      | -0      |
| 2002–03                      | «Дарлінгтон»                 | 3Д (IV)                      | 0         | -0        | КА+КЛ              | -                  | -                  | -                    | -                    | -                    | -             | -             | -             | 0      | -0      |
| 2002–03                      | «Престон Норт-Енд»           | 1Д (ІІ)                      | 0         | -0        | КА+КЛ              | -                  | -                  | -                    | -                    | -                    | -             | -             | -             | 0      | -0      |
| 2003–04                      | «Престон Норт-Енд»           | 1Д (ІІ)                      | 8         | -13       | КА+КЛ              | 0+0                | -0 + -0            | -                    | -                    | -                    | -             | -             | -             | 8      | -13     |
| 2004–05                      | «Престон Норт-Енд»           | Ч (ІІ)                       | 23        | -25; 1    | КА+КЛ              | 0+0                | -0 + -0            | -                    | -                    | -                    | -             | -             | -             | 23     | -25; 1  |
| 2005–06                      | «Престон Норт-Енд»           | Ч (ІІ)                       | 0         | -0        | КА+КЛ              | - + 0              | - + -0             | -                    | -                    | -                    | -             | -             | -             | 0      | -0      |
| 2005–06                      | «Вікомб Вондерерз»           | 2Л (IV)                      | 2         | -0        | КА+КЛ              | -                  | -                  | -                    | -                    | -                    | -             | -             | -             | 2      | -0      |
| 2005–06                      | «Престон Норт-Енд»           | Ч (ІІ)                       | 2         | -1        | КА+КЛ              | -                  | -                  | -                    | -                    | -                    | -             | -             | -             | 2      | -1      |
| 2006–07                      | «Престон Норт-Енд»           | Ч (ІІ)                       | 0         | -0        | КА+КЛ              | - +0               | - + -0             | -                    | -                    | -                    | -             | -             | -             | 0      | -0      |
| 2006–07                      | «Свіндон Таун»               | 2Л (IV)                      | 1         | -2        | КА+КЛ              | 0 + —              | -0 + —             | -                    | -                    | -                    | ТФЛ           | -             | -             | 1      | -2      |
| 2006–07                      | «Престон Норт-Енд»           | Ч (ІІ)                       | 13        | –         | КА+КЛ              | 2+0                | -3 + -0            | -                    | -                    | -                    | -             | -             | -             | 15     | -23     |
| 2007–08                      | «Престон Норт-Енд»           | Ч (ІІ)                       | 43        | -51       | КА+КЛ              | 3+0                | -2 + -0            | -                    | -                    | -                    | -             | -             | -             | 46     | -53     |
| 2008–09                      | «Престон Норт-Енд»           | Ч (ІІ)                       | 46+2      | -54 + -2  | КА+КЛ              | 1+2                | -2 + -1            | -                    | -                    | -                    | -             | -             | -             | 51     | -59     |
| 2009–10                      | «Престон Норт-Енд»           | Ч (ІІ)                       | 45        | -68       | КА+КЛ              | 2+3                | -2 + -7            | -                    | -                    | -                    | -             | -             | -             | 50     | -77     |
| 2010–11                      | «Престон Норт-Енд»           | Ч (ІІ)                       | 29        | -55       | КА+КЛ              | 1+3                | -2 + -3            | -                    | -                    | -                    | -             | -             | -             | 33     | -60     |
| Усього за «Престон Норт-Енд» | Усього за «Престон Норт-Енд» | Усього за «Престон Норт-Енд» | 211       | 289; 1    |                    | 17                 | -22                |                      | -                    | -                    |               | -             | -             | 228    | -311; 1 |
| 2011–12                      | «Лідс Юнайтед»               | Ч (ІІ)                       | 35        | -54       | КА+КЛ              | 1+2                | -1 + -5            | -                    | -                    | -                    | -             | -             | -             | 38     | -60     |
| 2012–13                      | «Болтон Вондерерз»           | Ч (ІІ)                       | 5         | -4        | КА+КЛ              | 3+1                | -4 + -2            | -                    | -                    | -                    | -             | -             | -             | 9      | -10     |
| 2013–14                      | «Болтон Вондерерз»           | Ч (ІІ)                       | 17        | -28       | КА+КЛ              | 2+2                | -2 + -2            | -                    | -                    | -                    | -             | -             | -             | 21     | -32     |
| 2014–15                      | «Болтон Вондерерз»           | Ч (ІІ)                       | 29        | -44       | КА+КЛ              | 1+2                | -2 + -4            | -                    | -                    | -                    | -             | -             | -             | 32     | -50     |
| Усього за «Болтон Вондерерз» | Усього за «Болтон Вондерерз» | Усього за «Болтон Вондерерз» | 51        | -76       |                    | 11                 | -16                |                      | -                    | -                    |               | -             | -             | 62     | -92     |
| 2015–16                      | «Фулгем»                     | Ч (ІІ)                       | 29        | -44       | КА+КЛ              | 1+1                | -2 + -0            | -                    | -                    | -                    | -             | -             | -             | 31     | -46     |
| 2016–17                      | «Вулвергемптон»              | Ч (ІІ)                       | 12        | -13       | КА+КЛ              | 0+3                | -0 + -4            | -                    | -                    | -                    | ТФЛ           | 1             | -2            | 16     | –       |
| 2017–18                      | «Вулвергемптон»              | Ч (ІІ)                       | 0         | -0        | КА+КЛ              | - +0               | - + -0             | -                    | -                    | -                    | -             | -             | -             | 0      | -0      |
| Усього за «Вулвергемптон»    | Усього за «Вулвергемптон»    | Усього за «Вулвергемптон»    | 12        | -13       |                    | 3                  | -4                 |                      | -                    | -                    |               | 1             | -2            | 16     | –       |
| 2017–18                      | «Лідс Юнайтед»               | Ч (ІІ)                       | 7         | -13       | КА+КЛ              | 1+1                | -2 + -2            | -                    | -                    | -                    | -             | -             | -             | 9      | -17     |
| Усього за «Лідс Юнайтед»     | Усього за «Лідс Юнайтед»     | Усього за «Лідс Юнайтед»     | 42        | -67       |                    | 5                  | -10                |                      | -                    | -                    |               | -             | -             | 47     | -77     |
| 2018–19                      | «Мідлсбро»                   | Ч (ІІ)                       | 0         | -0        | КА+КЛ              | 0+2                | -0 + -4            | -                    | -                    | -                    | ТФЛ           | 2             | -3            | 4      | -7      |
| 2018–19                      | «Рочдейл»                    | 1Л (ІІІ)                     | 7         | -14       | КА+КЛ              | -                  | -                  | -                    | -                    | -                    | -             | -             | -             | 7      | -14     |
| 2018–19                      | «Мідлсбро»                   | Ч (ІІ)                       | 0         | -0        | КА+КЛ              | -                  | -                  | -                    | -                    | -                    | -             | -             | -             | 0      | -0      |
| Усього за «Мідлсбро»         | Усього за «Мідлсбро»         | Усього за «Мідлсбро»         | 0         | -0        |                    | 2                  | -4                 |                      | -                    | -                    |               | 2             | -3            | 4      | -7      |
| 2019–20                      | «Ліверпуль»                  | ПЛ                           | 0         | -0        | КА+КЛ              | 0+0                | -0 + -0            | ЛЧ                   | 0                    | -0                   | СА+СУ+КЧС     | - +0+0        | - + -0 + -0   | 0      | -0      |
| Усього за кар'єру            | Усього за кар'єру            | Усього за кар'єру            | 355       | -505; 1   |                    | 40                 | -58                |                      | 0                    | -0                   |               | 3             | -5            | 398    | -568; 1 |

## Титули і досягнення
- Володар Суперкубка УЄФА (1):

«Ліверпуль»: 2019
- Чемпіон світу серед клубів (1):

«Ліверпуль»: 2019
- Чемпіон Англії (1):

«Ліверпуль»: 2019-20